# Windows 98
Windows 98 (първоначално с кодово име Memphis) е графична операционна система, издадена на 25 юни, 1998 г. от Microsoft.

## Първо издание, 1998
Тази нова операционна система всъщност първоначално е подобрен Windows 95 и, както предхождащата я версия, е хибриден 16-битов/32-битов продукт. Windows 98 има подобрена поддръжка на AGP и функционалност за USB-драйвъри. Други функции са възможността за използване на няколко монитора и WebTV. Internet Explorer е още по-вграден в кода на Windows, а дори и в графичния потребителски интерфейс (тази промяна е наречена Active Desktop, буквално 'активно бюро').
Windows 98 е по-голям и по-бавен от Windows 95, а първият издаден вариант има множество проблеми със съвместимостта и стабилността. Въпреки че системата се продава добре, компютърните професионалисти се опасяват, че тя е само по добра на външен вид.

## Второ издание, 1999
Windows 98 SE (SE означава Second Edition, от английски: „второ издание“) е издаден на 10 юни 1999 г. Той включва значителен брой подобрения на оригинала, особено поправката на много малки проблеми и замяната на Internet Explorer 4 с подобрения Internet Explorer 5. Освен това са добавени и Netmeeting 3, елементарна подялба на интернет връзка и поддръжка на DVD-ROM.
Windows 98 е критикуван за това, че не е достатъчно новаторски. Въпреки това той става много успешен продукт. Второто издание е критикувано за това, че не е безплатен ъпгрейд за потребителите, купили първото издание.
Windows 98 е последван от Windows Me, а той от Windows XP Home Edition.

## Windows 99
Смята се че Windows 99 е първоначално замислен, но на пазара вместо него се е появил 98 SE. Windows 99 има подобни подобрения и поправки както Windows 98 SE. На практика двете операционни системи са еднакви.

## Поддръжка
През 2003 г. и в началото на 2004 г. възникват спорове, тъй като Microsoft планират да прекратят „разширената поддръжка“ за Windows 98 на 16 януари 2004 г. Все пак, поради голямата популярност на операционната система (27% от прегледите на страници в търсачката Google са от Windows 98 през октомври-ноември 2003 г.), Microsoft решават да удължат периода на поддръжка до 11 юли 2006 г. На тази дата приключва и поддръжката за Windows Me, въпреки че първоначалният срок беше 31 декември 2004 г.